# Едвард Балфін
Генерал Едуард Станіслаус Бальфін (англ. Edward Stanislaus Bulfin; 6 листопада 1862 ― 20 серпня 1939) ― генерал Британської армії під час Першої світової війни. Зарекомендував себе як здатний командир на рівнях бригади, дивізії та корпусу. В першу чергу прославився своїми діями по керівництву британськими військами під час Першої битви при Іпрі, яким вдалося уповільнити німецький наступ.
У 1917—1918-х роках командував 21-м армійським корпусом, який брав участь у Синайсько-Палестинській кампанії.

## Ранні роки
Бальфін народився неподалік від Дубліна 6 листопада 1862 року. Він був другим сином Патріка Бальфіна і Терези Клер Керролл. Його батько був сином Едуарда Бальфіна, який походив родом з Дерінлога (тепер у графстві Оффалі), і був обраний лордом-мером Дубліна у 1870 році. Майбутній генерал навчався в коледжі Стоніхерст, а потім продовжив навчання в Католицькій приватній школі Кенсінгтона. Хоча він також проходив навчання в Трініті-коледж (Дублін), він не отримав вчений ступінь і вирішив обрати для себе кар'єру військового.

## Служба в армії
Бальфін розпочав військову службу у Власному полку принцеси Уельської (Йоркширському полку) в 1884 році, після перебування у складі Королівських ірландських стрільців. Отримав звання капітана 30 січня 1895 року.
Неспішно просувався кар'єрними сходами аж до початку Другої бурської війни, коли в листопаді 1899 року був призначений майором бригади в 9-ю бригаду. Взяв участь у кількох сутичках у Південній Африці, і був підвищений до бревет-майора в листопаді 1900 року.
Повернувся до колишнього звання капітана у своєму полку 12 грудня 1901 року і продовжив службу в Південній Африці до кінця війни, коли залишив Кейптаун на борту SS Walmer Castle наприкінці червня 1902, прибувши до Саутгемптона наступного місяця. Після повернення до Англії його знову було тимчасово підвищено, цього разу до підполковника, і його ім'я опинилося в списку учасників бойових дій, що відзначилися в Південній Африці, який був опублікований 26 червня 1902. Після цього Балфін залишив полкову службу і вирішив перейти в штабісти..
З 1902 по 1904 рік служив як заступник помічника генерал-ад'ютанта з I корпусу, з 1906 по 1910 рік — як помічник-ад'ютант і генерал-квартирмейстер Капської колонії. Після повернення до Англії дослужився до звання полковника і отримав призначення про командування Ессекской бригадою: це було незвичайне призначення, оскільки Бальфін ніколи не командував батальйоном. У 1913 році він знову просунувся вгору кар'єрними сходами, отримавши престижне призначення здійснювати командування 2-ї піхотної бригадою.
З 1914 по 1939 рік Бальфін був полковником Власного полку Александри, принцеси Уельської (Йоркширського полку)

## Перша світова війна
На початку Світової війни Бальфін і його 2-а бригада були перекинуті на Західний фронт у складі Британських експедиційних сил. У ході боїв навколо міста Іпр наприкінці жовтня 1914 року він без будь-якої попередньої підготовки організував групу з шести батальйонів (відому як «сили Бальфіна») і повів їх у контратаку, щоб стримати німецький наступ. Це дії принесли йому захоплену похвалу від командувача I корпусу Дугласа Хейга, а також головнокомандувача БЕС, Джона Френча.
У грудні він був призначений командувачем новосформованої 28-ї дивізії, яку провів через серію інтенсивних німецьких газових атак під час Друга битва при Іпрі, також командував нею у Битві у Лоосі.
Бальфін тяжко захворів у жовтні 1915 року, і провів першу половину 1916 року на відпочинку в Англії, тим самим уникнувши переведення в Салоніки. Повернувся на Західний фронт у червні 1916 року командувачем 60-ї дивізії під час битви на Соммі, хоча його дивізія не зіграла істотної ролі в наступі.

### Салоніки та Палестина

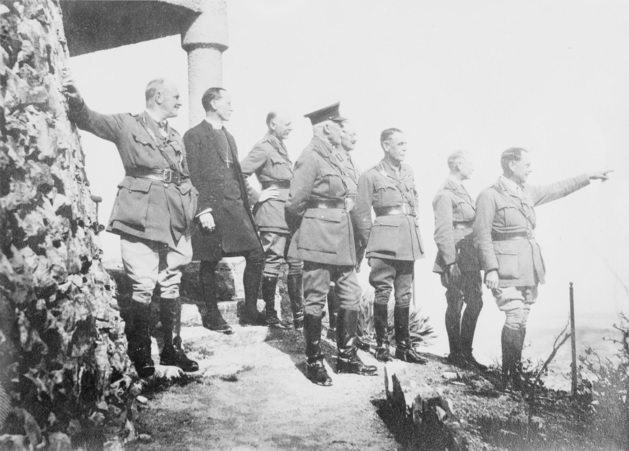
Бальфін, третій праворуч, з іншими генералами на Оливній горі. Єрусалим, 19 березня 1918 року

У грудні 1916 року 60-я дивізія була перекинута в Салоніцький фронт, хоча там вона знаходилася лише шість місяців і не взяла участь у великих бойових діях. Після своєї відправки в Палестину у червні 1917 року, Бальфін був удостоєний звання генерал-лейтенанта і отримав під своє командування ХХІ корпус. Він виявився здібним командиром: під його керівництвом корпус пробився крізь турецьку лінію оборони під час Третьої битви за Газу, відкривши шлях для захоплення Єрусалима. Пізніше, в останні дні війни, він також здобув переконливу перемогу в битві при Мегіддо.

## Після війни
Після підписання перемир'я Бальфін залишився служити у війську різних штабних посадах. Отримав звання повного генерала в 1925 році. І, нарешті, пішов у відставку в 1926. Помер у 1939 році у своєму будинку в передмісті Боскомб, місто Борнмут, графство Дорсет.

## Сім'я
Одружився з Мері Френсіс Лонерган в 1898 році (відразу перед відправкою до Південної Африки). Разом у них було двоє дітей.